# Friedrich Hetzelt
Friedrich Hetzelt (* 26. Juli 1903 in Liegnitz; † 27. November 1986 in Wuppertal) war ein deutscher Architekt und Baubeamter. 

## Leben und Werk
Nach seinem Abitur im Jahr 1921 studierte er Architektur an der Technischen Hochschule Berlin. Das Studium beendete Hetzelt 1926 mit dem Diplom. 1929 schloss er die zweite Staatsprüfung für das Hochbauwesen erfolgreich ab und wurde 1930 zum Regierungsbaumeister (Assessor) in der Hochbauabteilung des Preußischen Finanzministeriums ernannt. 1936 folgte die Beförderung zum Regierungsbaurat, 1937 zum Oberbaurat und 1941 zum Oberregierungs- und Baurat. 1942 wurde Hetzelt nach dem Umbau der alten und dem Neubau der italienischen Botschaft in Berlin zum Professor ernannt und von Albert Speer an den Plänen zur Neugestaltung der Reichshauptstadt beteiligt. Im Winter 1943 erfolgte eine Berufung in den Arbeitsstab für den Wiederaufbau bombenzerstörter Städte. Diese Berufung wurde im Februar 1944 mit einem Schreiben Albert Speers spezifiziert, in dem er als Planer für Kassel, Duisburg, Essen, Mülheim an der Ruhr und Oberhausen vorgesehen wurde.
Nach Kriegsende ging Hetzelt zunächst als Beigeordneter für Planen und Bauen nach Oberhausen, wo er das zerstörte Theater wieder aufbaute, bis er 1953 vom Rat der Stadt Wuppertal für die gleiche Aufgabe auf zwölf Jahre berufen wurde. Die Amtszeit wurde später durch Wiederwahl bis in das Jahr 1968 verlängert, in dem er in den Ruhestand ging. In dieser Zeit plante er in Wuppertal unter anderem das Neubaugebiet Uellendahl und die „Schwimmoper“. Der ebenfalls von ihm entworfene Teil-Neubau des Wuppertaler Opernhauses wurde am 14. Oktober 1956 im Beisein des Bundespräsidenten Theodor Heuss eingeweiht.

## Ehrungen
1969 wurde Friedrich Hetzelt der Ehrenring der Stadt Wuppertal verliehen.

## Bauten

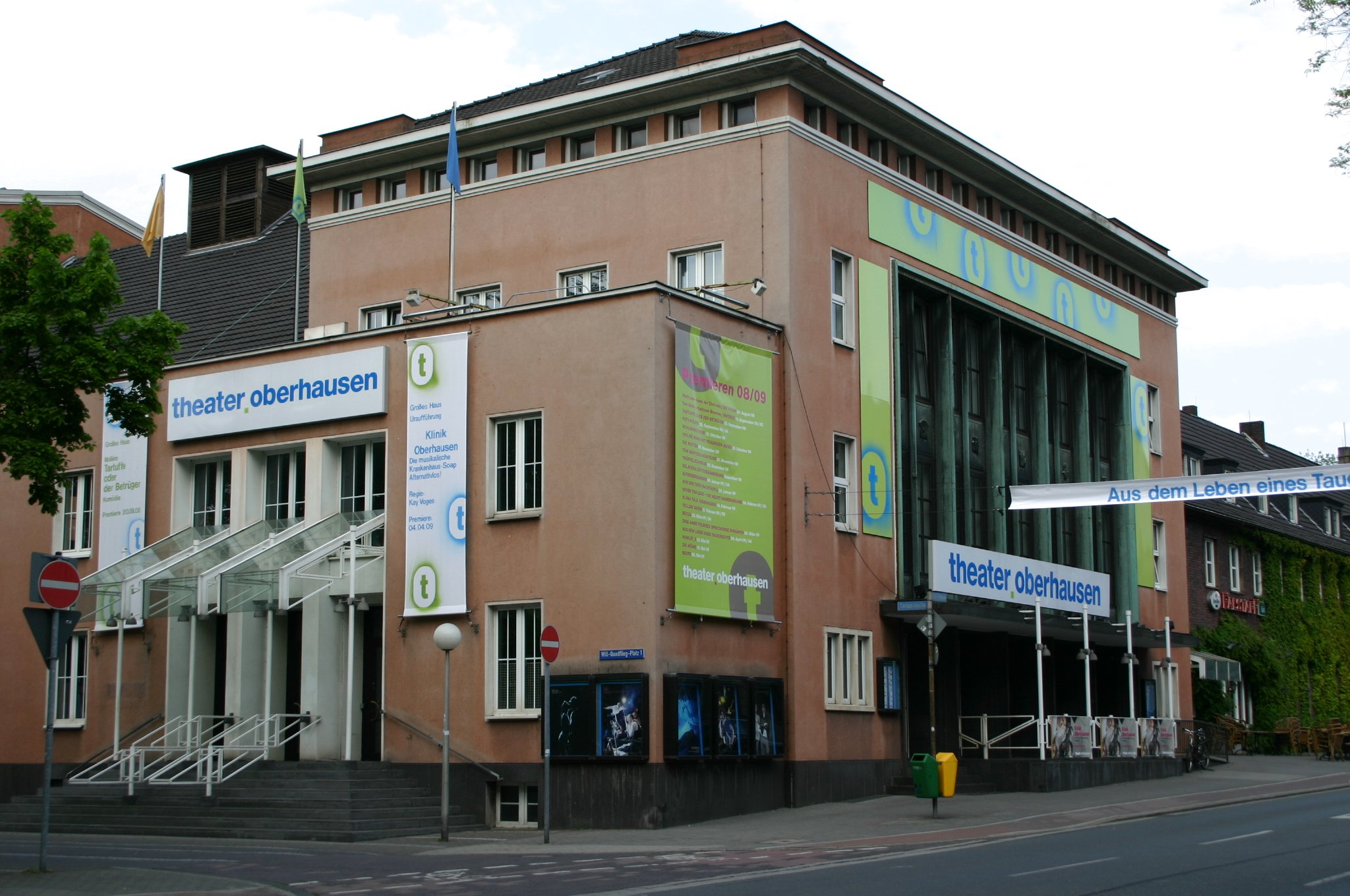
Theater Oberhausen (2009)

- ab 1936: Hermann Görings Landsitz Carinhall
- 1941/1942: Umbau des Prinz-Albrecht-Palais in Berlin zur Gestapo-Zentrale
- 1942: Neubau der Italienischen Botschaft in Berlin und Umbau des alten Botschaftsgebäudes
- 1949 Wiederaufbau des Theater Oberhausen
- 1950/1951: Forsthaus „Schwarze Heide“ in Hünxe
Nach einem Flächentausch zum Bau des Autobahnkreuzes Oberhausen wurde das Gehöft als Miniaturausgabe von Carinhall geschaffen und an das Land Nordrhein-Westfalen übergeben.
- 1955: städtisches Hallenbad, so genannte „Schwimmoper“ in Wuppertal-Elberfeld
- 1956: Opernhaus in Wuppertal-Barmen
Wiederaufbau der Ruine aus dem Zweiten Weltkrieg mit neu gestaltetem Foyer und Zuschauerhaus

## Schriften
- Das Palais Prinz Albrecht in Berlin. Dem Andenken des SS-Obergruppenführers Reinhard Heydrich. In: Zentralblatt der Bauverwaltung, 63. Jahrgang 1943, Heft 1/2.